# Henryk VIII legnicki
Henryk VIII (ur. pomiędzy 1350 a 1359, zm. 12 grudnia 1398 w Legnicy) – książę legnicki formalnie w latach 1373-1398, biskup kujawski w latach 1389-1398 z dynastii Piastów.

## Życiorys
Henryk VIII był czwartym pod względem starszeństwa (najmłodszym) synem księcia legnickiego – Wacława I i księżniczki cieszyńskiej Anny.
Nie chcąc nadmiernie rozdrabniać niewielkiego już księstwa legnickiego, Wacław I przeznaczył Henryka do kariery duchownej (podobnie, jak jego dwóch starszych braci: Wacława II i Bolesława IV), pełnię władzy na dziedzictwem miał objąć z kolei najstarszy brat - Ruprecht I).
Po śmierci ojca w 1364 wychowaniem Henryka zajął się stryj, książę brzeski Ludwik, który w 1378 wystarał się dla bratanka o godność kanonika kolegiaty św. Krzyża we Wrocławiu. Rok później młody Henryk został już dziekanem kapituły katedralnej w tym samym mieście.
21 maja 1379 Henryk razem z braćmi uczestniczył w Pradze w uroczystym hołdzie lennym, złożonym na ręce króla czeskiego – Wacława IV Luksemburskiego.
Wczesną jesienią tegoż samego roku Henryk został wybrany administratorem diecezji wrocławskiej, z której ustąpił na rzecz brata Wacława II 14 stycznia 1381. W okresie sprawowania administratury Henryk wdał się w ostry spór z mieszczanami wrocławskimi, wywołany darem od Ruprechta w postaci kilkunastu beczek piwa pochodzącego ze Świdnicy. Rajcy miejscy wobec niezapłacenia stosownych opłat uznali przywóz piwa za złamanie przywilejów gospodarczych miasta Wrocławia i skonfiskowali cały zapas, więżąc przy okazji woźnicę transportu. W odpowiedzi Henryk, powołując się na przywileje kapituły, zażądał zwrotu towarów, a w związku z napotkanym oporem ogłoszono interdykt na miasto. Spór, mimo wmieszania się do niego arcybiskupa gnieźnieńskiego - Janusza Suchegowilka i króla czeskiego - Wacława IV (który zezwolił nawet na splądrowanie majątku kanoników wrocławskich, traktując ich jako odpowiedzialnych za przedłużający się konflikt), zakończył się dopiero w maju 1382 na skutek wyroku legata papieskiego - Tomasza biskupa Lucerii.
W 1388 Henryk, w zamian za rezygnację z administrowania diecezji wrocławskiej, otrzymał od papieża Urbana VI biskupstwo w odległym Cambrai we Flandrii.
Ostatecznie nominacji tej Henryk nie przyjął z uwagi na okazję przejęcia biskupstwa włocławskiego po skłóconym z królem polskim Władysławem Jagiełłą – księciu opolskim, Janie Kropidle, przed którym pojawiła się szansa objęcia arcybiskupstwa gnieźnieńskiego. Za kandydaturą Henryka na jedno z bogatszych biskupstw w Polsce opowiedział się późniejszy biskup krakowski i zarazem wpływowy polityk na dworze Jagiellona – Piotr Wysz.
Oficjalnie ordynariuszem włocławskim Henryk został 14 maja 1389 (w skład diecezji wchodziły należące do Polski – Kujawy oraz okupowane przez państwo krzyżackie – Pomorze Gdańskie).
Władzę nad diecezją książę sprawował przez dziewięć lat i w tym czasie niewiele interesował się losem podległych mu pod względem kościelnym terytoriów, ograniczając się do ściągania dużych dochodów. Przebywał głównie na Śląsku, na dworze braci Ruprechta I i Wacława II w Legnicy, Wrocławiu i Otmuchowie.
Henryk VIII legnicki zmarł w Legnicy 12 grudnia 1398, prawdopodobnie w wyniku zatrucia podczas uczty wydanej przez arcybiskupa gnieźnieńskiego - Dobrogosta z Nowego Dworu i został pochowany w katedrze wrocławskiej, gdzie do dziś zachował się jego nagrobek w południowej nawie.